# Jean-Baptiste Feuvrier
Jean-Baptiste Feuvrier dit Joannès, né à Saulx (Haute-Saône), le 6 octobre 1842 où il est mort le 29 novembre 1926, est un médecin militaire, et écrivain français.

## Biographie
En mission sept ans au Monténégro à partir de 1873, en Tunisie en 1881 et en Perse en 1889.
Il fut le médecin de Nicolas 1er de Monténégro et du chah de Perse, Nasseredin Shah

## Travaux
Il a publié de nombreux travaux scientifiques et littéraires, dont en 1877 Grammaire de la langue serbo-croate et en 1900 Trois ans à la cour de Perse (ouvrage couronné du prix Montyon par l'Académie française, première éd. en 1900, second éd. en 1906).